# أولريكه شفايكيرت
أولريكه شفايكيرت Ulrike Schweikert (28 نوفمبر 1966)، كاتبة ألمانية تنشر أحيانا تحت اسم مستعار هو ريكه شبيمان Rike Speemann.
بعد ست سنوات في عملها بائعة للأوراق المالية، شرعت في دراسة الجيولوجيا ثم الصحافة. واهتمت بجانب ذلك بتاريخ مسقط رأسها. وقد مثلت هذه البحوث الخلفية لروايتها الأولى «ابنة عامل الملح» Die Tochter des Salzsieders. وتقيم الكاتبة حاليا بالقرب من بفورتسهايم. وقد حصلت في عام 2004 على جائزة هانسيورج مارتن عن روايتها «عام المتواطئين» Das Jahr der Verschwörer.

## من أعمالها
- ابنة عامل الملح (رواية تاريخية 2000)
- الساحرة والقديسة (رواية تاريخية 2001)
- سيدة الجبل (رواية تاريخية 2003)
- أرواح الليل (رواية خيالية 2003)
- رائحة الدم (رواية بوليسية خيالية 2003)
- عام المتواطئين (رواية شبابية تاريخية 2003)
- الصليب الطباشيري (رواية تاريخية 2004)

## وصلات خارجية
- أولريكه شفايكيرت على موقع IMDb (الإنجليزية)
- الموقع الشخصي للكاتبة[وصلة مكسورة]